# 1. FC Phönix Lübeck
Pour les articles homonymes, voir Lübeck.
Maillots
Actualités
Le 1. FC Phönix Lübeck est un club allemand de football localisé à Lübeck dans le Schleswig-Holstein.
Lübeck porta le statut de Ville libre. Elle est surnommée la « Ville aux 7 tours », ou encore la « Porte du Nord » en raison de son port qui fut longtemps un élément de la Ligue hanséatique, une des premières grandes unions commerciales et douanières d’Europe créée durant le Moyen Âge.

## Histoire

### 1903-1933
Le club fut fondé le 13 janvier 1903, sous la dénomination de Lübecker Ballspiel Club. Il comporta rapidement plusieurs sections: Football, Gymnastique et Natation. Le club joua son premier match de football, le 21 juin 1903 contre le FC Hohenzollern d’Altona et subit une sévère défaite (0-11)  À la fin de sa première année d’existence, le club comptait 37 membres, dont 27 sportifs. Dès 1904, une section Juniors dut créée.
Le 5 mars 1904, des membres du Lübecker Ballspiel Club fondèrent le Seminar FC. En raison de l’affluence grandissante, le président du club décida que seuls les séminaristes auraient encore accès au cercle. Cela fit que ce club n’eut plus de joueurs de football…
En 1905, le Lübecker Ballspiel Club s’unit avec un autre club local, le FC Hohenzollern pour former le Lübecker Sportvereinigung von 1905 (SV 05 Lübeck). Mais en 1907, une nouvelle scission eut lieu avec la création du Seminar FC 07 Lübeck. Cinq ans plus tard, celui-ci disparut (à la suite d'une défaite au premier tour du Championnat d’Allemagne du Nord contre le FC Holstein Kiel) et devint le Turnerschaft Lübeck.
Lors de la saison 1907-1908, le Lübecker Ballspiel Club participa pour la première fois à une ligue couvrant les districts (Bezirk) de Lübeck et Kiel.organisé par la Norddeutsches Fussball Verband (NFV), Jusqu’en 1911, le Lübecker BC fut deux fois deuxième derrière le FC Holstein Kiel.
Deux saisons plus tard, le cercle termina derrière le Turnerschaft Lübeck. Celui-ci ne parvint pas à se qualifier pour la Verbandsliga d’Allemagne du Nord. 
À la suite du déclenchement de la Première Guerre mondiale, le club dut attendre 1921 pour reprendre part à un championnat de ligue.
Après le premier conflit mondial, le cercle fut dissous et refondé, sur les bases des clubs d‘avant-guerre sous le nom de Lübecker BV. Il s’installa sur l’ancien terrain d’aviation de Karlshof, à la Travemünder Allee (qui est encore le site du Phönix actuel).
Le Lübecker BV participa en 1921-1922 à l’Ostkreisliga (littéralement la ligue de la région Est) qui couvrait les territoires de Mecklembourg et de Lübeck, et termina à vice-champion égalité de points avec le FC Schwerin 03. Dans la phase finale du Championnat d’Allemagne du Nord, le club échoua face à Union Altona (1-5).
Pendant ce temps, la concurrence locale était devenue plus importante avec le développement du VfR Lübeck. Lors de la saison 1923-1924, le LBV remporta l’Ostkreisliga et participa au championnat d’Allemagne du Nord. En 1924, il fusionna avec le Sportverein Phönix, qui avait été fondé par d’anciens membres du Lübecker Turnerschaft .
Entre 1925 et 1930, le club participa à la phase finale du Championnat d’Allemagne du Nord, mais ne parvint jamais à le remporter. Après la Fußball-Revolution de 1928, Lübecker BV fut versé dans l’Oberliga Lübeck/Mecklenburg. 

### 1933-1945
Dans la dernière saison d’existence de l’Oberliga Lübeck/Mecklenburg, le Phönix Lübeck termina derrière son rival local du SV Polizei Lübeck. Ce fut donc se club qui gagna le droit d’entre dans la Gauliga Nordmark, une des seize ligues créées lors de la réforme des compétitions exigées par les Nazis dès leur arrivée au pouvoir. 
Ensuite, le Phönix joua deux saisons au second niveau, la Bezirksklasse. Après la saison 1933-1934, une réforme des compétitions inférieures fut opérée. Les équipes des (anciennes) Villes hanséatiques libres furent regroupées dans la Bezirksliga Schleswig-Holstein. En 1935-1936, le club devança le VfR Neumünster et participa au tour final pou l’accès à la Gauliga. Il termina à la 2e place. Cependant trois clubs se virent refuser la montée et un tour supplémentaire eu lieu avec Hermannia Veddel et Adlero Neustadt-Cleve. Phönix Lübeck reporta ses deux matches et monta en Gauliga.
L’équipe qui s’appuyait sur le joueur vedette, Otto Carlsson, lutta pour le titre de n°1 de la ville de Lübeck où ses rivaux étaient le VfB Lübeck et le Polizei Lübeck. Mais le club termina à une peu enviable 7e place et fut contraint de jouer les barrages pour éviter la descente.
En 1937, le cercle se classa 6e. Mais l’année suivante il fut 10e et descendit.
Après la scission de la Gauliga Nordmark e, deux ligues distinctes, le Phönix rejoua une saison (1943-1944) dans la Gauliga Schleswig-Holstein. Ne faisant pas mieux qu’une neuvième place, il fut à nouveau relégué.

### 1945-1957
En 1945, le cercle fut dissous par les Alliés, comme tous les clubs et associations allemands (voir Directive n°23). Rapidement reconstitué sous l’appellation Lübecker BV-Phönix, le cercle joua en 1945-1946, dans la Bezirksklasse Süd Schleswig-Holstein, un championnat organisé dans la zone d’occupation britannique et termli na2e derrière le VfB Lübeck (reconstitué par d’anciens membres du BSV Vorwärts (dissous en 1933, par les Nazis) et du Polizei SV Lübeck.
Lors de la saison 1946-1947, le Phönix participa au tour final de qualification pour l’Oberliga Nord (une ligue instaurée par la DFB en tant que niveau 1). Versé dans la Ersten Klasse Lübeck, Groupe B, il s’imposa largement et rencontra des formations de la Landesliga Ost Schleswig-Holstein. Il s’inclina contre le VfB Kiel et le Itzehoer SV 09 et ne fut donc pas classé en ordre utile. L’échec fut d’autant plus dur à encaisser que le rival local du VfB accéda à la nouvelle élite.
Versé ensuite dans Landesliga Schleswig-Holstein, le Phönix Lübeck dut patienter jusqu’en 1957 pour accéder à l’Oberliga Nord.

### 1957-1975
Le Phönix Lübeck évolua trois saisons dans la plus haute division. Il obtint de modeste 14e places puis fut relégué.
Le club resta dans les séries inférieurs jusqu’au terme de la saison 1966-1967, moment où il gagna le droit de monter en Regionalliga Nord, une ligue créée en 1963 en tant que niveau 2, lors de l’instauraiton de la Bundesliga.
Le Phönix décrocha ses meilleurs résultats lors de ses deux premières saisons de présences avec une 6e place finale. Ensuite, il resta confiné sous le douzième rang (excepté en 1973, où il fut 8e). Lors que la Regionalliga fut dissoute en 1974 en vue de la création de la 2. Bundesliga, le cercle termina dernier et ne disposait de toutes façons pas d’assez de points, selon un barème établi, pour prétendre rester au niveau 2. Il rejoignit alors la nouvelle Oberliga Nord recréée au 3e niveau. Seule consolation, le rival du VfB Lübeck était renvoyé au niveau 4. Après une saison en Oberliga, le Phönix fut relégué du niveau 3 au 4 !

### 1975-1994
Après avoir joué plusieurs saisons au 2e niveau de la hiérarchie, le 1. FC Phönix Lübeck dégringola les échelons. En deux saisons, il se retrouva au niveau 4.
Au bout de quatre exercices, le club remonta en Oberliga Nord, mais cela ne fut que feu de paille car il redescendit aussi vite. Il retrouva le niveau 4 qui avait entre-temps reçut l’appellation de Verbandsliga Schleswig-Holstein.
Le Phönix évolua de nouveau dix saisons au 4e niveau puis la spirale négative recommença. Le club chuta de deux niveaux en autant d’années et se retrouva en Bezirksliga.
Heureusement, le purgatoire ne devint pas enfer et le cercle remonta aussi vite en Landesliga (niveau 5) et à peine une saison plus tard revint au 4e étage qui en 1994, prit le nom d’Oberliga, à la suite de la réinstauration des Regionalligen au niveau 3.

### Depuis 1994
Le 1. FC Phönix Lübeck réalisa une bonne entrée en matière pour son retour en Oberliga (5e). Mais cela ne dura guère. Dixième lors de la saison suivante, le club fut relégué en 1997. Il remonta rapidement mais 1999, il renonça. Empêtré dans les difficultés financières, le cercle décida de ne plus demander de licence et renvoya son équipe première en Bezirksliga soit au niveau 6.
À la fin de la saison 2007-2008, le Phönix atterrit en Kreisliga Lübeck/Lauenburg (niveau 7).

## Palmarès
- Champion de l’Oberliga Lübeck/Mecklenburg: 1925, 1926, 1927, 1928, 1929, 1930.
- Troisième du classement final du Championnat d’Allemagne du Nord: 1927.
- Vice-champion de la Landesliga Schleswig-Holstein: 1956, 1957
- Champion de l’Amateur Schleswig-Holstein: 1967.
- Champion de la Landesliga Schleswig-Holstein: 1978.
- Champion de la Bezirksliga Süd: 1992.
- Champion de la Landesliga Süd: 1993.

## Sources et Liens externes
- (de) Cet article est partiellement ou en totalité issu de l’article de Wikipédia en allemand intitulé « 1. FC Phönix Lübeck » (voir la liste des auteurs).
- Website officiel du 1.FC Phönix Lübeck
- Webstie du LBV Phönix
- Hardy Grüne: Legendäre Fußballvereine. Norddeutschland. Agon-Sportverlag, Kassel 2003,  (ISBN 978-3-89784-223-6), S. 54–57.
- Paul Kruse: Festschrift zur Feier der fünfzigsten Wiederkehr des Gründungstages des LBV Phönix von 1903e.V. Lübecker Ballspielverein Phönix von 1903, Lübeck 1953.
- Archives des ligues allemandes depuis 1903
- Base de données du football allemand
- Site de la Fédération allemande de football